# Рафаел Ейтан
Рафаел Ейтан (иврит: רפאל איתן) е израелски генерал, бивш шеф на Генщаба на израелската армия. По-късно влиза в политиката, избран е за член на Кнесета. В Израел е известен с прякора си „Рафул“.
Ейтан е роден в Афула, Северен Израел през 1929 г.
Става младши офицер в Палмах – елитно формирование в нелегалната еврейска полувоенна организация Хагана, и участва в Арабско-израелската война (1948). По време на Синайската кампания от 1956 г. е командир на парашутно-десантната част 890. По време на Шестдневната война (1967) командва парашутните части в Ивицата Газа. Във войната от Йом Кипур (1973) формированията под негово командване спират сирийското нахлуване по северния фронт.
На 1 април 1978 г. заема поста началник на Генералния щаб на израелската армия. По негово време се намалява личният състав на военните формирования и се повишава дисциплината и ефективността им. Заедно с Ариел Шарон контролира изтеглянето на израелската армия от Синай. През 1982 г. отново с Шарон ръководи разрушаването на еврейското селище Ямит в Синай, за да се избегне връщането на някои заселници в селището, което би застрашило крехките египетско-израелски отношения.
В годините на Ливанската криза Ейтан е обвиняван за масовите убийства в лагерите Сабра и Шатила, извършени от ливанските християнски милиции. Докато Шарон загубва поста си на министър на отбраната, то Ейтан остава на мястото си в Генщаба. Въпреки това името на Ейтан започва да се свързва с неуспехите в Ливан.
В периода след 1983 г. Рафаел Ейтан се ориентира към политиката. Политическата му кариера е свързана с ултраконсервативната партия „Цомет“. Застъпва становището за твърда и репресивна политика към палестинското население. Във вътрешнополитически план обаче възгледите му си остават предимно либерални. В периода 1988 – 1991 г. е министър на земеделието.
Умира в Ашдод на 23 ноември 2004 г.